# Black Cat (歌曲)
〈黑貓〉（英語：Black Cat）是美國黑人女歌手珍娜·傑克森在1990年8月推出的單曲，這首單曲在告示牌單曲榜獲得一週冠軍，成為珍娜·傑克森第4首美國冠軍單曲。

## 歌曲介紹

### 收錄專輯
〈黑貓〉是從珍娜·傑克森第四張個人專輯《節奏國度》中所推出的第六首單曲，前五首單曲依序為〈想念你〉（四周冠軍）、〈節奏國度〉（第2名）、〈掙脫束縛〉（三週冠軍）、〈我心所願〉（第4名）和〈回到我身邊〉（第2名）。

### 單曲簡介
〈黑貓〉的詞曲皆由珍娜·傑克森自己創作，這是她的音樂作品中少見的重金屬搖滾曲風歌曲。珍娜·傑克森將〈黑貓〉拿來隱喻毒品，這也是專輯《節奏國度》中反映社會問題的主題歌曲之一。

### 商業成績
〈黑貓〉在1990年9月15日進入單曲榜，首週成績為第37名，進榜後名次穩定往上攀升，終於在1990年10月27日登上冠軍位置，成為珍娜·傑克森第4首全美冠軍單曲。由於〈黑貓〉是專輯《節奏國度》中第六首推出的單曲，這也平了寶拉·阿巴杜的專輯《永遠是你的女孩》中第六首單曲〈Opposites Attract〉奪冠的告示牌紀錄。一週冠軍的〈黑貓〉銷售突破50萬張，它在1990年告示牌年終單曲榜中名列第59名。
〈黑貓〉在英國單曲榜最高成績為第15名。

### 獎項紀錄
〈黑貓〉令珍娜·傑克森獲第33屆葛萊美獎「最佳搖滾女歌手」的提名。此外，珍娜·傑克森也是葛萊美獎史上唯一一位在流行/舞曲/說唱/搖滾/R&B五個樂種獎項皆獲得過提名的藝人。

## 改編
〈黑貓〉分別被葉蒨文和關淑怡改編成粵語版的〈心裏的陽光〉和〈黑豹〉。